# New Alliance Records
New Alliance Records – amerykańska wytwórnia muzyczna założona przez muzyków zespołu Minutemen - D. Boona i Mike'a Watta oraz wieloletniego przyjaciela formacji, wokalisty The Reactionaries, Martina Tamburovicha w 1981. Jak powiedział Watt w wywiadzie dla magazynu Musician w 1987, samodzielne nagrania albumu jest łatwe, pdoobnie jak ząłożenie własnej wytwórni: "Wszystko co musiałeś zrobić to zapłacić managerowi".
Jednymi z pierwszych wydanych przez wytwórnię nagrań były album Land Speed Record zespołu Hüsker Dü oraz wydany na siedmiocalowej płycie gramofonowej EP grupy Minutemen pt. Joy. Wytwórnia we wczesnym okresie swojego sitnienia zainteresowała się twórczością takich zespołów jak np. Descendents, a także wydawała następne albumy Minutemen (The Politics of Time) i Hüsker Dü (In a Free Land). Wytwórnia wspomagała amatorskie zespoły z okolic Kalifornii, m.in. Slovenly, Phantom Opera i Invisiblechains.
Po śmierci D. Boona w 1985 i założeniu Firehose, Watt i Tamburovich sprzedali wytwórnię SST Records. Ostatnie nagrania pod szyldem New Alliance Records ukazywały się do 1988.
Współzałożyciel wytwórni, Tamburovich, zmarł w 2003 w wyniku infekcji bakteryjnej.